# Amphimallon
Amphimallon (Latreille, 1825) è un genere di coleotteri appartenenti alla famiglia Scarabaeidae e alla sottofamiglia Melolonthinae.

## Descrizione

### Adulto
Gli adulti delle specie appartenenti a questo genere non superano, solitamente, la lunghezza di 1,5–2 cm. Presentano solitamente una colorazione marrone chiaro. Non presentano un notevole dimorfismo sessuale e l'unico modo per distinguere i maschi dalle femmine è osservare le antenne: nei maschi sono più sviluppate. Le zampe sono lunghe e relativamente sottili ma non consentono all'insetto una locomozione rapida ma piuttosto gli garantiscono una salda presa ai fili d'erba o ai tronchi d'albero. La parte inferiore del corpo presenta una peluria accentuata, soprattutto in prossimità del torace, mentre l'addome presenta una colorazione che può variare a seconda della specie.

### Larva
Le larve di questi coleotteri sono della tipica forma a "C". La testa presenta un paio di poderose mandibole, utilizzate per frantumare le radici di cui si nutre, ed è sclerificata (così come le tre paia di zampe) per permettere all'insetto di muoversi più facilmente nel terreno. L'addome è solitamente la parte più voluminosa dell'intero corpo della larva ed è sempre ricolmo di cibo, inoltre contiene la maggior parte degli organi interni. Lungo i fianchi presentano dei forellini chitinosi che costituiscono l'apparato respiratorio dell'insetto.

## Biologia
Questi coleotteri sono di abitudini prettamente serali o notturne e compaiono a partire dall'arrivo della primavera. Durante le poche settimane di vita adulta non si nutrono ma consumano tutte le energie nella ricerca di un partner. Le larve, al contrario, si nutrono ininterrottamente per circa 2 anni di materia organica in decomposizione. Dopo il secondo anno le larve si trasformano in pupe, fase in cui sviluppano le zampe, le ali e tutti gli altri tratti fisionomici degli adulti. Nelle ore immediatamente successive alla schiusa delle pupe gli adulti non possono volare perché devono aspettare che il loro esoscheletro si sia completamente formato.

## Distribuzione e habitat
Le specie appartenenti al genere Amphimallon sono reperibili in tutto il mondo.

## Tassonomia
Qui sotto sono riportate alcune specie appartenenti al genere Amphimallon:
- Amphimallon altaicum
- Amphimallon arianae
- Amphimallon assimile
- Amphimallon atrum
- Amphimallon bruckii
- Amphimallon burmeisteri
- Amphimallon cantabricum
- Amphimallon evorense
- Amphimallon falleni
- Amphimallon furvum
- Amphimallon fuscum
- Amphimallon gianfranceschii
- Amphimallon javeti
- Amphimallon jeannei
- Amphimallon jenrichi
- Amphimallon keithi
- Amphimallon krali
- Amphimallon lusitanicum
- Amphimallon maevae
- Amphimallon majale
- Amphimallon maniense
- Amphimallon menori
- Amphimallon naceyroi
- Amphimallon nigripenne
- Amphimallon nigrum
- Amphimallon occidentale
- Amphimallon ochraceum
- Amphimallon peropacum
- Amphimallon pini
- Amphimallon pseudomajale
- Amphimallon pygiale
- Amphimallon roris
- Amphimallon ruficorne
- Amphimallon sainzi
- Amphimallon seidlitzi
- Amphimallon solstitiale
- Amphimallon spartanum
- Amphimallon verticale
- Amphimallon vitalei
- Amphimallon vivesi
- Amphimallon volgense.